# Il cacatoa e il gallo
Il cacatoa e il gallo è un racconto popolare Bondei, quindi proveniente dall'attuale Tanzania, che appartiene al genere dei racconti narrati per intrattenere e divertire, che non escludono un finale a sfondo morale.

## Trama
Un cacatoa vuole stringere amicizia con un gallo ed entrambi si mostrano molto cortesi e premurosi nel mettere a proprio agio l'ospite e ad offrirgli lauti pasti. Un giorno però al gallo viene in mente di preparare uno scherzo al cacatoa e si finge morto cotto in pentola. Il dramma esplode quando anche il cacatoa, nel maldestro tentativo di ripetere l'atto, muore davvero bollito. E la stessa fine la fa anche il leopardo.
La morale del racconto ci segnala che il gallo è un animale astuto e quindi gli altri animali hanno raramente stretto con lui un rapporto di amicizia.